# Ninazu
Ninazu era um dos deuses do submundo, que tinha conexões com a agricultura, cura, guerras e serpentes. Foi filho de Eresquigal, a rainha do submundo, irmão de Nungal, uma deusa do submundo, consorte de Ninsutu, que aliviou as doenças de Enqui, e pai de Ninguiszida. Era um deus protetor e adorado em Enegi e Esnuna. Além disso, Ninazu era um ser de menos importância, exceto pelos encantamentos no terceiro e segundo milênio a.C., contra uma picada de uma cobra. Ele recebeu um título de "rei das cobras" em Ur III e na Babilônia.